# 大兴乡 (耿马县)
大兴乡，是中华人民共和国云南省临沧市耿马傣族佤族自治县下辖的一个乡镇级行政单位。

## 行政区划
大兴乡下辖以下地区：
大兴村、岩榴村、永胜村、户肯村、龚家寨村和班坝村。